# Temporada da ATP de 1990
O ATP Tour de 1990 foi a primeira edição circuito mundial de tênis profissional sob o nome ATP Tour, organizado pela ATP (Associação de Tenistas Profissionais).

## ATP ranking de 90
| Em 1 de Janeiro de 1990 | Em 1 de Janeiro de 1990 | Em 1 de Janeiro de 1990 | Em 1 de Janeiro de 1990 |
| Rk                      | Nome                    | Nação                   | Pontos                  |
| ----------------------- | ----------------------- | ----------------------- | ----------------------- |
| 1                       | Ivan Lendl              | TCH                     | 2913                    |
| 2                       | Boris Becker            | GER                     | 2279                    |
| 3                       | Stefan Edberg           | SWE                     | 2111                    |
| 4                       | Brad Gilbert            | USA                     | 1398                    |
| 5                       | John McEnroe            | USA                     | 1354                    |
| 6                       | Michael Chang           | USA                     | 1328                    |
| 7                       | Aaron Krickstein        | USA                     | 1217                    |
| 8                       | Andre Agassi            | USA                     | 1160                    |
| 9                       | Jay Berger              | USA                     | 1039                    |
| 10                      | Alberto Mancini         | ARG                     | 1024                    |
| 11                      | Martín Jaite            | ARG                     | 945                     |
| 12                      | Tim Mayotte             | USA                     | 871                     |
| 13                      | Mats Wilander           | SWE                     | 780                     |
| 14                      | Andrés Gómez            | ECU                     | 742                     |
| 15                      | Carl-Uwe Steeb          | GER                     | 738                     |
| 16                      | Jimmy Connors           | USA                     | 733                     |
| 17                      | Emilio Sánchez          | ESP                     | 706                     |
| 18                      | Horst Skoff             | AUT                     | 695                     |
| 19                      | Andrei Chesnokov        | URS                     | 688                     |
| 20                      | Kevin Curren            | USA                     | 684                     |

| Ranking de final de ano (31 de Dezembro de 1990) | Ranking de final de ano (31 de Dezembro de 1990) | Ranking de final de ano (31 de Dezembro de 1990) | Ranking de final de ano (31 de Dezembro de 1990) | Ranking de final de ano (31 de Dezembro de 1990) | Ranking de final de ano (31 de Dezembro de 1990) | Ranking de final de ano (31 de Dezembro de 1990) |
| Rk                                               | Nome                                             | Nação                                            | Pontos                                           | Rank Alto                                        | Rank Baixo                                       | Mudança                                          |
| ------------------------------------------------ | ------------------------------------------------ | ------------------------------------------------ | ------------------------------------------------ | ------------------------------------------------ | ------------------------------------------------ | ------------------------------------------------ |
| 1                                                | Stefan Edberg                                    | SWE                                              | 3889                                             | 1                                                | 3                                                | 2                                                |
| 2                                                | Boris Becker                                     | GER                                              | 3528                                             | 2                                                | 3                                                | Estável                                          |
| 3                                                | Ivan Lendl                                       | TCH                                              | 2581                                             | 1                                                | 3                                                | 2                                                |
| 4                                                | Andre Agassi                                     | USA                                              | 2398                                             | 4                                                | 8                                                | 4                                                |
| 5                                                | Pete Sampras                                     | USA                                              | 1888                                             | 5                                                | 69                                               | 56                                               |
| 6                                                | Andrés Gómez                                     | ECU                                              | 1680                                             | 4                                                | 18                                               | 8                                                |
| 7                                                | Thomas Muster                                    | AUT                                              | 1654                                             | 6                                                | 34                                               | 27                                               |
| 8                                                | Emilio Sánchez                                   | ESP                                              | 1564                                             | 7                                                | 19                                               | 9                                                |
| 9                                                | Goran Ivanišević                                 | YUG                                              | 1514                                             | 9                                                | 53                                               | 20                                               |
| 10                                               | Brad Gilbert                                     | USA                                              | 1451                                             | 4                                                | 10                                               | 6                                                |
| 11                                               | Jonas Svensson                                   | SWE                                              | 1365                                             | 11                                               | 51                                               | 30                                               |
| 12                                               | Andrei Chesnokov                                 | URS                                              | 1361                                             | 10                                               | 21                                               | 7                                                |
| 13                                               | John McEnroe                                     | USA                                              | 1210                                             | 4                                                | 21                                               | 8                                                |
| 14                                               | Guillermo Pérez-Roldán                           | ARG                                              | 1190                                             | 14                                               | 37                                               | 16                                               |
| 15                                               | Michael Chang                                    | USA                                              | 1119                                             | 5                                                | 24                                               | 9                                                |
| 16                                               | Guy Forget                                       | FRA                                              | 1101                                             | 14                                               | 81                                               | 39                                               |
| 17                                               | Jakob Hlasek                                     | SUI                                              | 1089                                             | 17                                               | 56                                               | 11                                               |
| 18                                               | Jay Berger                                       | USA                                              | 1066                                             | 7                                                | 18                                               | 9                                                |
| 19                                               | Juan Aguilera                                    | ESP                                              | 1042                                             | 14                                               | 74                                               | 45                                               |
| 20                                               | Aaron Krickstein                                 | USA                                              | 1025                                             | 6                                                | 20                                               | 13                                               |